# Speelberg
Speelberg ist seit der Eingemeindung im Jahre 1903 ein Ortsteil der Stadt Emmerich am Rhein in Nordrhein-Westfalen. Speelberg liegt nördlich der Altstadt.
In der Liste der Baudenkmäler in Emmerich am Rhein sind für Speelberg sechs Baudenkmäler aufgeführt:
- eine Hofanlage (Dürkolfstr. 130)
- das Haus „Hohe Sorge“ (Hohe Sorge 34)
- ein Hallenhaus (Speelberger Str. 265)
- die Katholische Liebfrauenkirche
- zwei Hofanlagen (Im Duvendahl 88, Pastor-Breuer-Str. 25) wurden von der Baudenkmalliste gestrichen, da sie abgerissen wurden.

Im öffentlichen Personennahverkehr (ÖPNV) verbindet die Buslinie 90 Speelberg im Stundentakt, nachmittags im Halbstundentakt, mit der Innenstadt. Der Bürgerbus verbindet die Ortsteile Leegmeer und Speelberg mit dem Stadtzentrum.

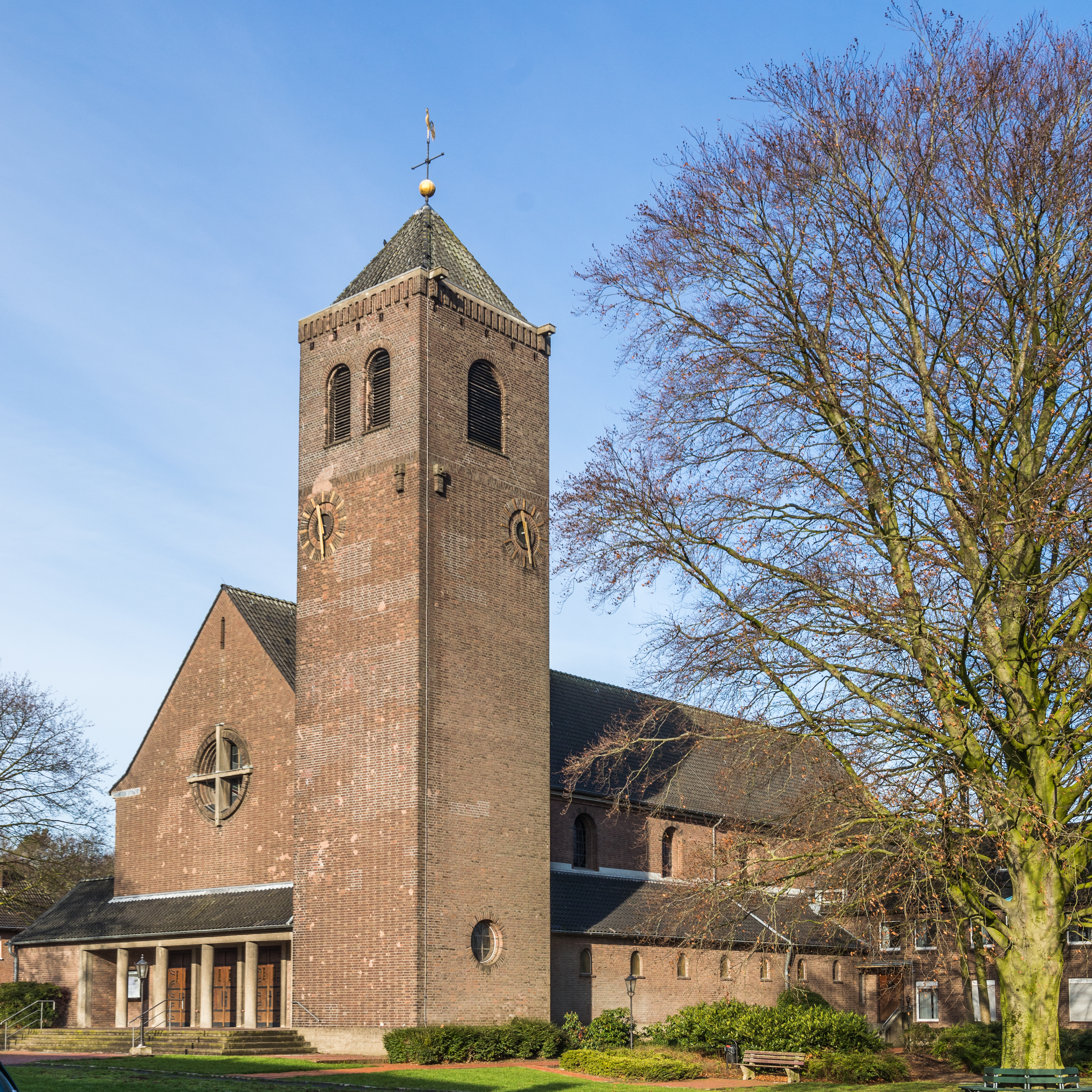
Liebfrauenkirche in Speelberg
Lage von Speelberg in Emmerich